# Melanthera nivea
Melanthera nivea là một loài thực vật có hoa trong họ Cúc. Loài này được (L.) Small mô tả khoa học đầu tiên năm 1903.